# Подводные лодки типа «Редутабль»
Подводные лодки типа «Редутабль» (фр. Le Redoutable, рус. грозный, устрашающий) — серия из шести французских атомных стратегических подводных лодок, построенных c 1969 по 1982 год. Первый проект французских ПЛАРБ.

## История
Развитие стратегических ядерных сил Франции отличалось от развития ядерных сил Великобритании или США. Ограниченная территория Франции практически исключала возможность скрытного размещения баллистических ракет наземного базирования. Именно поэтому Правительство Франции уделяло особое внимание развитию морских стратегических ядерных сил. Постоянно патрулирующие подводные ракетоносцы являлись залогом безопасности и мощным фактором международной политики страны.
Официально о начале создания МСЯС (Морских Стратегических Ядерных Сил) Франция объявила в 1955 году. Для ускорения процесса планировалась одновременная разработка как самой БРПЛ (Баллистической Ракеты Подводной Лодки), так и её носителя. Вся система была названа «Marisoult». Предполагалось, что ракета по своим характеристикам будет близка к американской ракете «Поларис A-2». Носителем ракеты «Marisoult» изначально должна была стать подводная лодка под проектным обозначением Q244. Планировалось оснастить ПЛАРБ реактором собственной разработки, однако работающем на обогащенном уране, который должен был быть закуплен в США. Однако из-за политических противоречий с США (приведших в 1966 году к выходу Франции из военной организации НАТО и переводе штаб-квартиры этой организации из Парижа в Брюссель) сделка была сорвана и Франции пришлось заняться разработкой реактора, работающего на природном уране с низким содержанием изотопа 235U. Однако в процессе работы над таким реактором было выяснено, что такой реактор не помещался бы в корпус строящейся лодки Q244. Из-за этого в июне 1958 года постройка лодки была сначала приостановлена, а позже и вовсе отменена. Примерно в это же время разработка ракеты «Marisoult» также была остановлена из-за её больших массогабаритных характеристик.
В мае 1959 года Правительство США всё-таки продало Франции партию высокообогащенного урана — 440 кг. Это позволило приступить к разработке реактора приемлемого размера. Параллельно с этим проводились работы по созданию первого ядерного заряда, которые завершились его взрывом в феврале 1960 года в пустыне Сахара.
Перед Францией стояла сложнейшая задача. Французские ученые и конструкторы не имели опыта разработки ядерных технологий, были лишены поддержки США (в отличие от ученых Великобритании) и должны были в короткий срок решить сразу три главные задачи: разработка корабельной АЭУ (Атомной Энергетической Установки); разработка БРПЛ (Баллистической ракеты Подводной Лодки); и, наконец, разработка самой ПЛАРБ. Осознавая сложность поставленной задачи, Правительство Франции в мае 1962 года создало специальную межотраслевую организацию COELACANTHE (действующую до сих пор), которая должна была координировать действия всех участвующих в разработке сторон. Разработкой реактора занималось Управление по атомной энергетике (CEA), ракеты — Общество по изучению и исследованиям баллистических ракет (SEREB) и ПЛАРБ — Управление кораблестроения (DCN).
Первоначально планировалось построить только три ПЛАРБ: Q252, Q255 и Q257. Впоследствии они стали Le Redoutable, Le Terrible, Le Foudroyant соответственно. Однако в 1967 году Министерство Обороны Франции объявило о решении построить четвертую ПЛАРБ, в 1971 — пятую а в 1975 — шестую. Все французские стратегические подводные ракетоносцы типа «Редутабль» строились на верфи Direction des Constructions Navales (DCN) в Шербуре. Головная ПЛАРБ в серии, Le Redoutable (S 611), была заложена в 1964 году.
Все работы по созданию стратегических ядерных сил Франции проводились в режиме строжайшей секретности.

### L’Inflexible
Первые пять лодок типа «Редутабль» полностью повторяли друг друга и планировалось, что шестая лодка этой серии — L’Inflexible (S615) будет также идентична предыдущим. Однако к моменту её закладки в марте 1975 года начались работы над новой БРПЛ М4. Было принято решение вооружить этой ракетой последнюю лодку типа «Редутабль». Так как работы над новой ракетой только начинались, то строительство корабля было решено приостановить, а имевшиеся корпусные конструкции и механизмы использовать для строительства первой французской АПЛ типа «Рюби». Во второй раз L’Inflexible была заложена 27 марта 1980 года и введена в строй 1 апреля 1985 года.
В целом L’Inflexible почти полностью повторяла предыдущие лодки серии, но были и серьёзные отличия. Главными отличиями были размещение ракетного комплекса М4 и изготовление корпуса из новой стали, в результате чего оперативная глубина погружения выросла с 200 до 300 метров. Кроме того, ППУ (Паро-Производящая Установка), ПТУ (Паротурбинная Установка) и ГЭД (Гребной Электродвигатель) на линии вала были смонтированы на новой, более совершенной системе амортизаторов.
Срок кампании АЗ (Активной Зоны) реактора был увеличен с 6 лет (на Le Redoutable) до 25 лет — то есть до всего жизненного цикла корабля. Была установлена новая ГАС (Гидроакустическая Станция) DSUX-21 и новая ИНС (Инерциальная Навигационная Система). Двигаясь на небольшой глубине или под перископом, лодка получила возможность уточнять данные о местоположении при помощи радионавигационной или спутниковой навигационной систем. Точность данных, полученных новой ИНС была такова, что не требовала периодических всплытий лодки к поверхности. Более того, эти данные могли быть использованы для ракетной стрельбы. Это значительно повысило скрытность новой лодки. ИНС L’Inflexible стала прототипом системы, установленной позже на новых французских ПЛАРБ типа «Триумфан», заменивших ПЛАРБ типа «Редутабль». Благодаря этим нововведениям последняя лодка серии «Редутабль» — L’Inflexible — относится некоторыми специалистами к переходному типу между поколениями французских ПЛАРБ.

## Конструкция

### Корпус
У французских инженеров не возникло больших трудностей при конструировании корпуса и общекорабельных систем ПЛАРБ типа «Редутабль». По общей компоновке и архитектуре лодка была похожа на американскую ПЛАРБ типа «Лафайет». Однако различия в энергетической установке и в массогабаритных характеристиках ракетного и радиотехнического вооружения привели к ряду конструктивных особенностей. Кроме того, необходимо учесть, что лодки типа «Редутабль», в отличие от американских лодок, создавались без прототипа. Наоборот, эти ПЛАРБ были первыми французскими АПЛ и в дальнейшем сами стали проектом, на базе которого создавались многоцелевые АПЛ типа «Рюби».
Французская лодка имела полную штевневую форму носовой оконечности со скругленными нижними и верхними частями, благодаря чему достигались хорошие мореходные качества, необходимые для пуска ракет из надводного положения. Кроме того, это позволило разместить в носу четыре 533-мм ТА (Торпедных Аппарата) и антенны ГАС (Гидроакустической Станции).
Несмотря на то, что на первых трех лодках были установлены ракеты М1 и М2, однако при проектировании корпуса корабля, ученые ориентировались на массогабаритные характеристики ракеты М20. Это и предопределило размеры шахт системы хранения и пуска. Они гораздо больше, чем на ПЛАРБ типа «Лафайет», возвышались над прочным корпусом. Это повлекло за собой увеличение высоты ракетного банкета и изменило силуэт корабля.
Корабль являлся лодкой смешанного архитектурно-конструктивного типа с двухкорпусными конструкциями в районе носового и шестого отсеков. Прочный корпус на большей части длины был выполнен в форме цилиндров разного диаметра, а в оконечностях — в форме эллиптических усеченных конусов. Переход от одной формы корпуса к другой, а также к разным диаметрам цилиндров был выполнен при помощи конических обечаек. Оконечности завершались торосферическими прочными переборками. Прочный корпус корабля был разделен плоскими переборками не на шесть отсеков, как на ракетоносцах типа «Лафайет», а на семь, так как посты и системы управления ГЭУ (Главной Энергетической Установкой) были выведены в отдельный отсек. Первый отсек содержал торпедные аппараты, запас торпед и часть жилых помещений; второй отсек занимали центральный пост, посты управления кораблем и оружием, каюты офицеров, аккумуляторные батареи (АБ); в третьем отсеке размещались пусковые шахты и системы обслуживания и старта ракет; четвёртый отсек — отсек постов и систем управления ГЭУ; пятый отсек — реакторный; в шестом отсеке располагались вспомогательные механизмы (дизель-генераторы), в седьмом — ГТЗА (Главный Турбозубчатый Агрегат), турбогенераторы и гребной электродвигатель. Корабль имел две группы ЦГБ (Цистерн Главного Балласта) — носовую и кормовую. Носовая — в проницаемой носовой оконечности. Кормовая — в двухкорпусной конструкции в районе шестого отсека — отсека вспомогательных механизмов.
Носовая оконечность корабля имела штевневые обводы, а кормовая — эллиптического конуса, завершавшегося крестообразно расположенными стабилизаторами и гребным винтом. Ракетный банкет, несмотря на относительно большую высоту, имел обтекаемую форму и плавно сопрягался с оконечностями лодки. На ограждении рубки расположены носовые горизонтальные рули, а вертикальный и горизонтальный кормовые рули находились за горизонтальными стабилизаторами. Наружные поверхности корпуса лодки были облицованы специальным покрытием для снижения гидролокационной заметности.

### Силовая установка
Разработка ППУ (Паро-Производящей Установки) и особенно реактора продвигались во Франции с трудом. Понадобилось 9 лет (с 1955 по 1964) чтобы вывести в критическое состояние прототип реактора PAT1. Одновременно в Пьеррлатте была построена фабрика по обогащению урана. Это решило проблему обеспечения французских АПЛ ядерным топливом. Благодаря этим усилиям закладка первой лодки типа «Редутабль» состоялась в Шербуре уже в марте 1964 года.
Главной двигательной установкой (ГДУ) является реактор GEC Alsthom PWR K15 водо-водяного типа с принудительной циркуляцией теплоносителя, спроектированный и изготовленный во Франции.
Одной из особенностей ПЛАРБ типа «Редутабль» было отсутствие ГТЗА. Его заменяла АТГУ (Автономная Турбогенераторная Установка) с двумя АТГ (Автономными Турбогенераторами) и одним низкооборотным ГЭД (Гребной Электродвигатель) на линии вала. Это обеспечивало малошумный ход в широком диапазоне скоростей. Впоследствии эта схема была реализована на всех французских АПЛ.
В ГЭУ использовался ток двойного рода — переменный, вырабатывающийся из АТГ, преобразовывался в постоянный и питал ГЭД. Во время хода лодки все общекорабельные потребители: ГЭД на линии вала, приводы вспомогательных механизмов, системы вооружения, РТВ (Радиотехническое Вооружение), установки регенерации воздуха, осветительная сеть и т. д. — получали питание от АТГ. В аварийной ситуации потребители могли получать питание от аварийной дизель-электрической установки, которая состояла из четырёх дизель-генераторов мощностью по 850 кW и АБ (Аккумуляторных Батарей). Аварийная дизель-электрическая установка обеспечивала дальность плавания до 5 тыс. морских миль.
Для резервного движения и улучшения маневренных качеств на малом ходу лодка была оснащена ВПУ (Выдвижным Подруливающим Устройством) немецкой фирмы Pleuger, установленным в носовой части. Это был погружной электромотор, в котором все внутренние полости были заполнены забортной водой. Эта вода выполняла функцию смазки подшипников и охлаждения обмотки стартера. Вал, на который был насажен винт, проходил через полый вал ротора и закреплялся в своих подшипниках. Благодаря этому, вибрации, создававшиеся винтом, не передавались ротору, что исключало возможность резонансных явлений.

## Вооружение

### Ракетное вооружение

БРПЛ М45 в корпусе «Le Redoutable» (слева) и «Le Triomphant» (справа). Рядом показана перспективная ракета M51

Вооружение ПЛАРБ типа «Редутабль» на различных этапах эксплуатации состояло из баллистических ракет морского базирования M1, М2, М20, М4 и М45 на последней лодке серии — L’Inflexible.
Первой ракетой, установленной на лодках типа «Редутабль» была ракета М1. Это была двухступенчатая твердотопливная ракета с моноблочной головной частью MR-41 мощностью 0,5 Мт и инерциальной системой наведения. Стартовая масса ракеты составляла 18 тонн, а дальность стрельбы — 2600 км. КВО (Круговое Вероятное Отклонение) было около 3200 метров. Ракета M1 разрабатывались с 1963 года. С 1969 года начались лётные испытания ракетного комплекса на подводных лодках Gymnote и Le Redoutable (S 611), после чего M1 была установлена на первых двух ПЛАРБ — Le Redoutable и Le Terrible.
В 1974 году на вооружение была принята ракета М2, с усовершенствованной второй ступенью. Благодаря новому топливу и облегчению корпуса второй ступени (замену стали на армированное стекловолокно), дальность ракеты была доведена до 3200 км. Кроме того, была усовершенствована БСУ (Бортовая Система Управления), что позволило снизить КВО до 2000 метров. Ракетой М2 была вооружена только одна лодка Le Foudroyant (S 610), вошедшая в строй в 1974 году.
В целом, ракеты М1 и М2 разрабатывались для скорейшего развертывания ядерных сил страны. Однако качественный скачок французские ракетные силы сделали с появлением в 1976 году новой ракеты — М20. Перед проектировщиками была поставлена задача улучшения всех характеристик — увеличение дальности и точности ракеты, а также увеличение мощности головной части. Кроме того, из-за значительных успехов США и СССР в создании системы ПРО (Противоракетной Обороны), было необходимо оснастить ракету комплексом средств преодоления ПРО. Из-за тяжелого экономического положения Франции в те годы было необходимо максимально унифицировать новую БРПЛ как с уже созданной ракетой М2, так и с создаваемой в то же время БРСД (Баллистической Ракетой Средней Дальности) S-3. Планировалось оснастить ракету М20 новой термоядерной ГЧ (Головной Частью) TN-60 мощностью 1,2Мт. Как и планировалось, первая серийная ГЧ TN-60 была передана военным в январе 1976 года. Однако TN-60 простояла на вооружении недолго — уже через год была выпущена усовершенствованная ГЧ TN-61. Она отличалась от TN-60 уменьшенной массой и лучшей устойчивостью к ПФЯВ (Поражающим Факторам Ядерного Взрыва). Система хранения и пуска ракеты М20 была очень похожа на американскую систему Mk.21, но имела шахту большего размера. Пространство между пусковым стаканом и стенками шахты заполнялось каучуком или перфорированной резиной. Необходимые для поддержания свойств топлива влажность и температуру поддерживала система кондиционирования воздуха. Непосредственно перед пуском ракеты положение пускового стакана фиксировалось стопорящимися замками. Ракета выстреливалась из шахты сжатым воздухом, который хранился в трюме ракетного отсека в цилиндрических канистрах. Пуск ракеты мог производиться как с глубин 15 — 20 метров, так и из надводного положения.
В первую очередь БРПЛ М20 была установлена на четвертую и пятую лодки типа «Редутабль» — L’Indomptable и Le Tonnant соответственно. Ранее построенные три лодки получили новый ракетный комплекс в 1977—1979 годах. Таким образом, к 1981 году в составе МСЯС Франции находилось пять ПЛАРБ оснащенных ракетами М20.
К вводу в строй шестой ПЛАРБ типа «Редутабль» — L'Inflexible (S 615) в 1985 году на вооружение уже была принята новая ракета М4. М4 была трехступенчатой твердотопливной ракетой с массой 36,2 тонны. Первая ступень новой ракеты была изготовлена из стали, а вторая и третья — из кевлара. Она обладала разделяющейся головной частью типа MIRV (Multiple Independently Targeted Reentry Vehicle) с шестью разделяющимися боевыми блоками индивидуального наведения (РГЧ ИН) мощностью 0,15Мт каждый. Таким образом, М4 была первой французской ракетой, способной поражать сразу несколько близко расположенных целей. При прорыве ПРО противника всеми шестью боеголовками общая площадь зоны поражения составляла более 20 000 кв. км, при этом КВО была около 400 метров.
Система хранения и пуска новой ракеты была аналогична предыдущим системам. Единственным отличием было заполнение зазора между стенками шахты и пускового стакана не резиной, а специальным полимерным материалом. Внутренняя поверхность пускового стакана имела несколько обтюраторных колец. Сверху стакан, после загрузки ракеты, заполнялся специальной куполообразной мембраной из фенольной смолы, армированной асбестом. Также заполнялись и шахты американской системы Trident.
Запуск ракеты обеспечивался не сжатым воздухом (как в системе М20), а парогазовой смесью. Выработку газов обеспечивали ПАДы (Пороховые Аккумуляторы Давления). Произведенные ими газы сначала проходили через цистерну с водой (где и охлаждались), смешивались с ней в определённых пропорциях и образовывали низкотемпературный пар. Этот пар подавался в пространство между нижним обтюраторным кольцом пускового стакана и днищем шахты. Благодаря этому старт ракеты мог быть произведен до глубины 40 метров (в отличие 20 метров у М20), или из надводного положения. Время подготовки к старту первой ракеты составляло 20 минут, а интервал между пусками — 15-20 секунд.
М4 имела две модификации — М4/TN-70 и М4/TN-71. M4/TN-70 обладала дальностью полета 4000 км, а М4/TN-71 более 5000 км, благодаря использованию нового топлива, а также сокращению массы головной части. Последняя лодка L’Inflexible (S 615) была оснащена системой М4/TN-70. Планировалось, что остальные пять ПЛАРБ будут переоборудованы под систему М4/TN-71, однако к середине 80-х годов головная лодка — Le Redoutable (S 611) уже приближалась к предельному сроку службы и было принято решение отказаться от её модернизации. Из четырёх оставшихся лодок две — Le Tonnant и Le Foudroyant были модернизированы на верфи в Шербуре, а две другие — Le Indomptable и Le Terrible — в Бресте. Продолжительность работ для каждой лодки составила около 30 месяцев и трудозатрат было лишь на 20 % меньше, чем было бы затрачено на строительство новой лодки. Позже L’Inflexible, единственная из лодок серии, была переоборудована под систему М45.

### Торпедное вооружение
Комплекс торпедного вооружения, размещенный на лодках типа «Редутабль» значительно отличался от комплексов, установленных на британских и американских лодках. В частности, при выстреле оружия, забортная вода одновременно закачивается в кормовую часть трубы торпедного аппарата, для того, чтобы не было разрыва рабочей среды (вакуума). Достоинством такого комплекса торпедной стрельбы являются: простота конструкции; наличие только одного отверстия в прочном корпусе лодки, так как не требуется дополнительный трубопровод для закачки забортной воды, компенсирующий массу выпущенного оружия; возможность стрельбы из ТА даже при маневрировании корабля на больших ходах. Кроме того, такой подход к системе стрельбы позволяет избавляться от находящегося на стеллажах дефектного оружия. При помощи системы перезаряжания к одному из двух ТА, оснащенному пневматическим поршнем с телескопическим штоком, перемещается дефектный образец, затем вводится в ТА и выбрасывается за борт. Этот комплекс был применен на всех последующих французских АПЛ.
ПЛАРБ типа «Редутабль» были вооружены четырьмя 533-мм торпедными аппаратами, стрельба из которых могла вестись противокорабельными ракетами SM-39 Exocet, установленными в начале 80-х годов, либо управляемыми по проводам торпедами ECAN F17 mod 2, или самонаводящимися торпедами ECAN L5 mod 3.

## Базирование
Все шесть ПЛАРБ типа «Редутабль» базировались в Иль-Лонге, недалеко от Бреста, в пункте постоянного базирования возводившимся специально под эти лодки. Здесь же проводились все регламентные работы по обслуживанию и ремонту лодок. Также недалеко находятся арсенал со складами хранения ракет, цеха по их сборке и подготовке к боевому использованию.

## Эксплуатация
После ввода в строй шестой лодки типа «Редутабль» на долю ПЛАРБ стало приходиться 74 % ядерных боеприпасов французской ядерной триады. Французские атомные стратегические подводные лодки типа «Редутабль» несли боевое патрулирование с января 1972 года, когда в Норвежском море начала нести первая лодка — Le Redoutable (S611), по октябрь 2007 года, когда закончила последняя — L’Inflexible (S615). Патрулирование велось обычно в Норвежском или Баренцевом морях, либо в Северной Атлантике. С 1983 года боевое патрулирование вели как правило три лодки одновременно, ещё одна находилась в Иль-Лонге, а две на различных стадиях капитального ремонта в верфях Бреста или Шербура. Более того, с вводом в строй шестой лодки — L’Inflexible, количество патрулирующих лодок могло достичь четырёх, однако фактически их число не превышало трех. Средняя продолжительность похода составляла около 60 суток. Каждая из лодок совершала по три патрулирования в год. Предположительно, каждая из лодок совершила около 60 патрулирований за весь срок службы. Для поддержания столь высокой интенсивности эксплуатации кораблей было создано (также как и в ВМС США) по два экипажа на каждую лодку — «синий» и «красный», которые поочередно сменяли друг друга.

## Представители
Атомные подводные лодки с баллистическими ракетами типа «Редутабль»:
- S611 Le Redoutable (стр. № Q 75, порядковый № Q 252) — 1971—2001 гг.
- S612 Le Terrible (стр. № Q 76, порядковый № Q 255) — 1973—1996 гг.
- S610 Le Foudroyant (стр. № Q 77, порядковый № Q 257) — 1974—1997 гг.
- S613 L’Indomptable (стр. № Q 78, порядковый № Q 258) — 1976—2005 гг.
- S614 Le Tonnant (стр. № Q 79, порядковый № Q 263) — 1980—1998 гг.
- S615 L’Inflexible (стр. № Q 87, порядковый № Q 264) — 1985—2008 гг.

1. «Le Redoutable» заложена в Шербуре 30 марта 1964 года, спущена на воду 29 марта 1967 года, вступила в строй 1 декабря 1971 года, выведена и разоружена 13 декабря 1991 года, исключена из состава ВМС 24 июля 1992 года, с 1 декабря 1998 года на верфи в Шербуре переоборудована в музей. 18 сентября 1999 года проведены работы по замене реакторного отсека пустым реакторным отсеком снятой со строительства атомной подводной лодки S607 «Turquoise». 4 июля 2000 года отбуксирована в музей Cité de la Mer в Шербур, открыта для посещения в мае 2002 года.
2. «Le Terrible» заложена в Шербуре 24 июня 1967 году, спущена на воду 12 декабря 1969 года, вступила в строй 1 января 1973 года, модернизировалась с 1988 года по 11 июня 1990 года на верфи в Шербуре с вооружением ракетами системы М4, реакторный отсек вырезан в июне 1996 года, разоружена 1 июля 1996 года.
3. «Le Foudroyant» заложена в Шербуре 12 декабря 1969 года, спущена на воду 4 декабря 1971 года, вступила в строй 6 июня 1974 года, модернизировалась с июля 1990 года по 15 февраля 1993 года на верфи Direction des Constructions Navales (DCN) в Бресте с вооружением ракетами системы М4, разоружена 30 апреля 1998 года.
4. «L’Indomptable» заложена в Шербуре 4 декабря 1971 году, спущена на воду 17 сентября 1974 года, вступила в строй 23 декабря 1976 года, модернизировалась с декабря 1987 года по 1 июля 1989 года на верфи Direction des Constructions Navales (DCN) в Бресте с вооружением ракетами системы М4, разоружена в 2005 году.
5. «Le Tonnant» заложена в Шербуре 19 октября 1974 года, спущена на воду 17 сентября 1977 года, вступила в строй 3 апреля 1980 года, модернизировалась с 1 февраля 1985 года по 19 октября 1987 года на верфи Direction des Constructions Navales (DCN) в Шербуре с вооружением ракетами системы М4, разоружена 16 декабря 1999 года и получила обозначение Q755, реакторный отсек вырезан в 2005 году.
6. «L’Inflexible» заложена в Шербуре 27 марта 1975 года, строительство приостановлено в мае 1976 года, а в июне 1976 года секции были использованы для строительства атомной подводной лодки S616 Provence (с 18 декабря 1980 года «Rubis»). S615 типа «L’Inflexible» (стр. № Q 88, порядковый № Q 264) заложена Direction des Constructions Navales (DCN) в Шербуре 27 марта 1980 года, спущена 23 июня 1982 году, вступила 1 апреля 1985 году. Списана в 2008 году.

## Современный статус

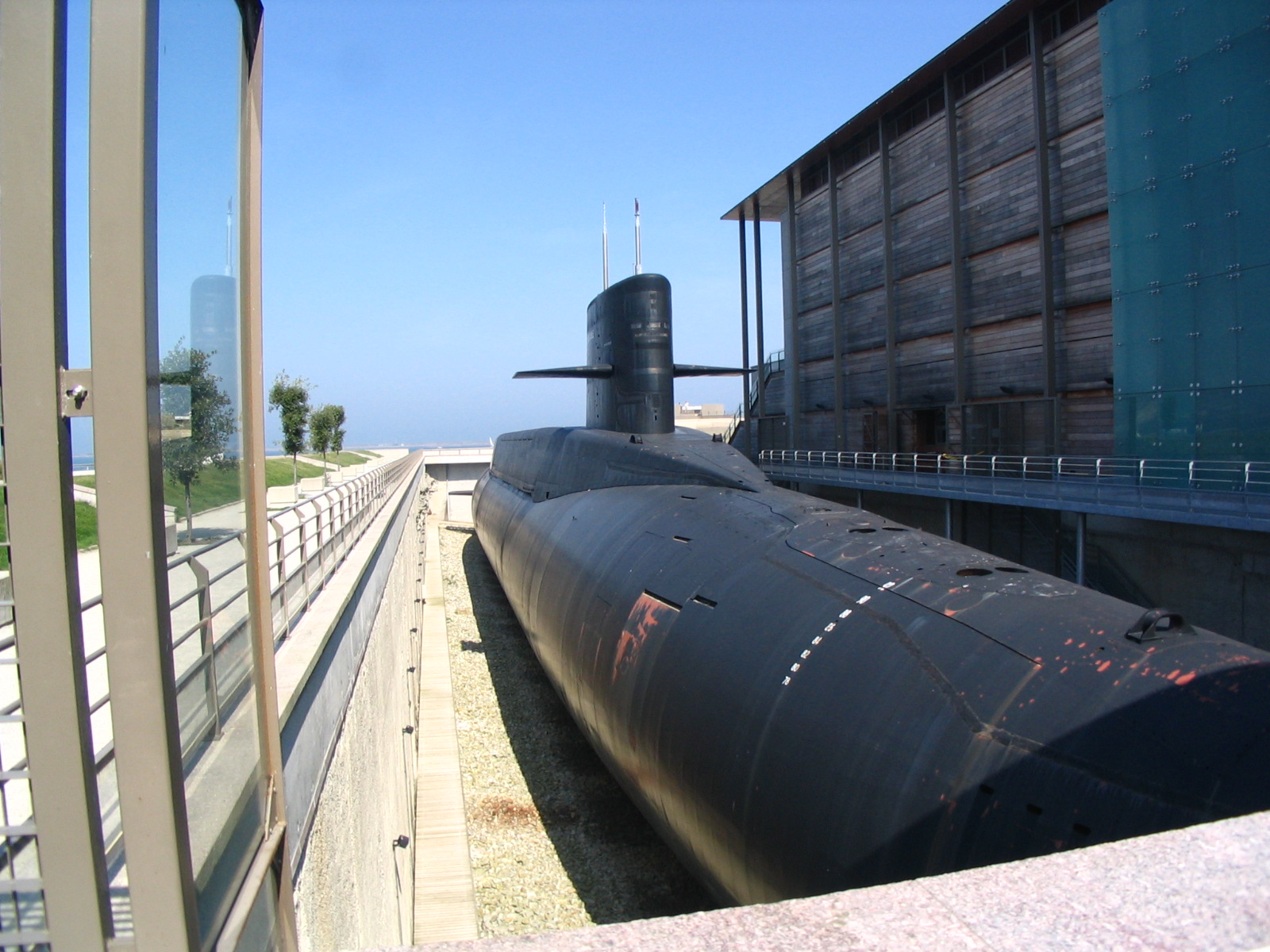
Музей «Le Redoutable»

- S611 Le Redoutable (списана, с 2002 года — единственная в мире ракетная атомная подводная лодка, ставшая кораблём-музеем, стоит в Шербуре[2])
- S612 Le Terrible (списана)
- S610 Le Foudroyant (списана)
- S613 L’Indomptable (списана)
- S614 Le Tonnant (списана)
- S615 L’Inflexible (списана)

В соответствии с планами командования ВМС Франции ПЛАРБ типа «Редутабль» были заменены новыми подводными ракетоносцами типа «Le Triomphant». Последняя лодка типа «Редутабль» была выведена из состава ВМС в 2008 году.

## Сноски и источники
1. ↑  Комплектование и подготовка экипажей ПЛАРБ ВМС Франции Архивная копия от 3 сентября 2014 на Wayback Machine, журнал Зарубежное военное обозрение, № 5 1976
2. ↑  Единственная в мире атомная подводная лодка-музей «Le Redoutable». Дата обращения: 7 марта 2023. Архивировано 7 марта 2023 года.